# Matt Lucena
Matt Lucena, né le 4 août 1969 à Chico, État de Californie, est un ancien joueur de tennis professionnel américain, spécialiste de double.

## Palmarès

### Titre en double messieurs
| No | Date       | Nom et lieu du tournoi                               | Catégorie    | Dotation  | Surface      | Partenaire   | Finalistes               | Score    |  |
| -- | ---------- | ---------------------------------------------------- | ------------ | --------- | ------------ | ------------ | ------------------------ | -------- |  |
| 1  | 19-06-1995 | International ÖTV Raiffeisen Grand Prix Sankt Pölten | World Series | 350 000 $ | Terre (ext.) | Bill Behrens | Libor Pimek Byron Talbot | 7-5, 6-4 |  |

### Finale en double messieurs
| No | Date       | Nom et lieu du tournoi        | Catégorie    | Dotation  | Surface      | Vainqueurs                         | Partenaire   | Score    |  |
| -- | ---------- | ----------------------------- | ------------ | --------- | ------------ | ---------------------------------- | ------------ | -------- |  |
| 1  | 29-04-1996 | AT&T Tennis Challenge Atlanta | World Series | 303 000 $ | Terre (ext.) | Christo van Rensburg David Wheaton | Bill Behrens | 7-6, 6-2 |  |

### Titre en double mixte
| No | Date       | Nom et lieu du tournoi   | Catégorie | Dotation    | Surface    | Partenaire       | Finalistes               | Score    |          |
| -- | ---------- | ------------------------ | --------- | ----------- | ---------- | ---------------- | ------------------------ | -------- | -------- |
| 1  | 28-08-1995 | US Open Flushing Meadows | G. Chelem | 4 271 000 $ | Dur (ext.) | Meredith McGrath | Gigi Fernández Cyril Suk | 6-4, 6-4 | Parcours |